# Hemel
Pour plus de détails, voir Fiche technique et Distribution.
Hemel est un film dramatique néerlandais et espagnol réalisé par Sacha Polak sorti en 2012.

## Synopsis
Hemel entretient un lien fort avec son père, Gijs, depuis le décès prématuré de sa mère. Même si ce dernier a entretenu plusieurs liaisons avec des jeunes femmes, Hemel n'a jamais vu en elles une menace pour leur relation unique. Mais les choses changent lorsque Gijs fait la connaissance de Sophie, une jeune et talentueuse commissaire-priseur...

## Fiche technique
- Titre original : Hemel
- Réalisation : Sacha Polak
- Scénario : Helena van der Meulen
- Direction artistique : Elsje de Bruin
- Photographie : Daniël Bouquet
- Montage : Axel Skovdal Roelofs
- Production : Stienette Bosklopper (productrice), Poto Balbontin, Ilse Ronteltap
- Sociétés de production : Circe Films, Jaelo Film, Bella Cohen Films
- Pays de production : Pays-Bas, Espagne
- Langue originale : néerlandais
- Format : couleur  — 2,35:1 — 35 mm — son Dolby Digital
- Genres : drame
- Durée : 80 minutes
- Dates de sortie : 
  - Pays-Bas :  29 mars 2012
  - France : 29 janvier 2014

## Distribution
- Hannah Hoekstra : Hemel
- Hans Dagelet : Gijs
- Rifka Lodeizen : Sophie
- Mark Rietman : Douwe
- Barbara Sarafian : Brechtje
- Ward Weemhoff : Joris

## Récompenses
- Berlinale 2012 : Prix FIPRESCI (Sélection Forum)
- Cinessonne - Festival du cinéma européen en Essonne 2012 : Prix d'interprétation féminine pour Hannah Hoekstra
- Festival international de films de femmes de Créteil 2013 : Grand Prix du Jury – Meilleur long métrage de fiction [1]